# Премерл, Даниел
Даниел Премерл (хорв. Danijel Premerl; 23 января 1904, Крапина — 1 октября 1975, Загреб) — югославский хорватский футболист и футбольный тренер, игравший на позиции центрального защитника.

## Карьера игрока

### Клубная
Премерл является единственным футболистом Хорватии, сыгравшим за все крупнейшие клубы Загреба в довоенное время (ХАШК, Виктория, Конкордия и Граджянски — четыре крупнейших загребских клуба, игравшие в чемпионате Югославии). В составе команды Загреба в 1925 и 1926 годах он выиграл Золотой кубок короля Александра, в 1930 и 1937 годах выигрывал чемпионат страны.

### В сборной
За сборную Югославии он провёл 29 игр и забил один гол: первую игру провёл 28 октября 1925 против Чехословакии в Праге (0:7), последнюю игру провёл 30 июня 1932 против Болгарии в Белграде (2:3). Единственный гол забил в матче против Румынии 4 мая 1930 (2:1). Играл на Олимпийских играх 1928 года в Амстердаме. За вторую сборную Югославии сыграл 2 матча, ещё 22 игры провёл за сборную Загреба.

## Карьера тренера
В 1926 году Премерл отслужил в Югославской королевской армии, некоторое время был играющим тренером команды ХАШК. После окончания карьеры работал банковским чиновником, однако вскоре возобновил деятельность в футболе: под его руководством тренировались загребские команды «Маккаби», «Феррария» и «Текстилац», «Драва» из Птуя, «Динамо» из Винковцев и «Звечево» из Славонски-Пожеги.

## Стиль игры
Премерл известен как один из самых быстрых, гибких и выносливых футболистов Югославии. Благодаря своей скорости (100 метров он пробегал за 11 секунд) и отличном прыжке в высоту (1,72 м) он получил прозвище «Нурми» в честь Пааво Нурми, финского легкоатлета и девятикратного олимпийского чемпиона.

## Интересные факты
- Даниел однажды сыграл сразу три матча в один день, будучи школьником: одну игру в школьном чемпионате (победа гимназии над гражданской школой 9:0), две игры за ХАШК против «Униона» из Жижкова.
- Руководство берлинской «Герты» хотело выкупить у «Конкордии» Премерла за миллион югославских динаров, но клуб отказался от сделки.